# 30 срібняків
30 срібняків — плата Юді Іскаріоту від юдейських первосвящеників за зраду Ісуса Христа, що полягала в тому, що він підвів римських воїнів до місця перебування Ісуса та інших учнів у Гетсиманському саду і вказав на нього поцілунком.(Мт. 26:14—16, Мк. 14:43—46, Ів. 18:3—9) 

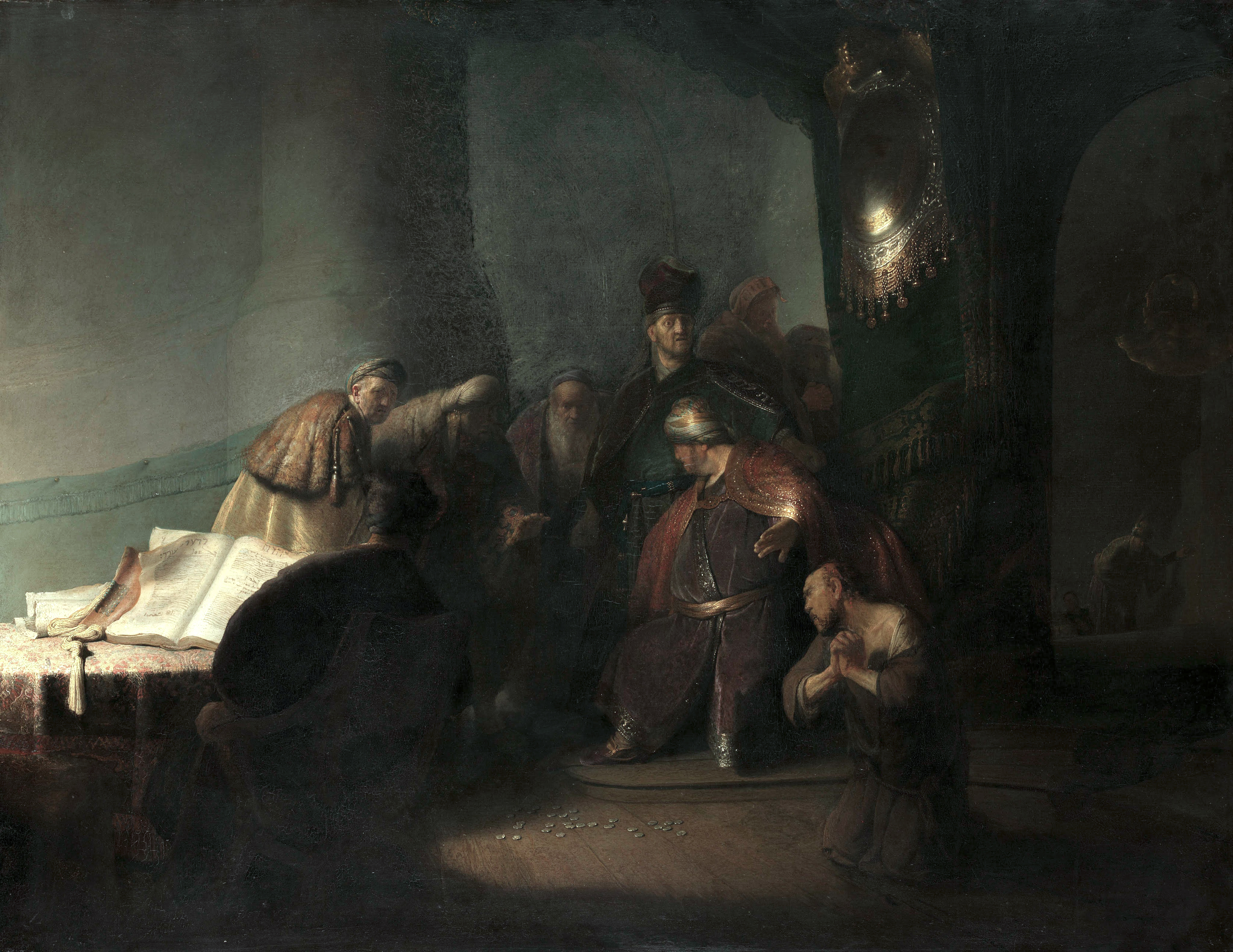
Рембрандт. Юда повертає 30 срібняків.

В українській мові зустрічається також такі написання: срі́бник, срібля́к, срібля́ник, срі́бний, сре́бреник.

## Біблійна історія

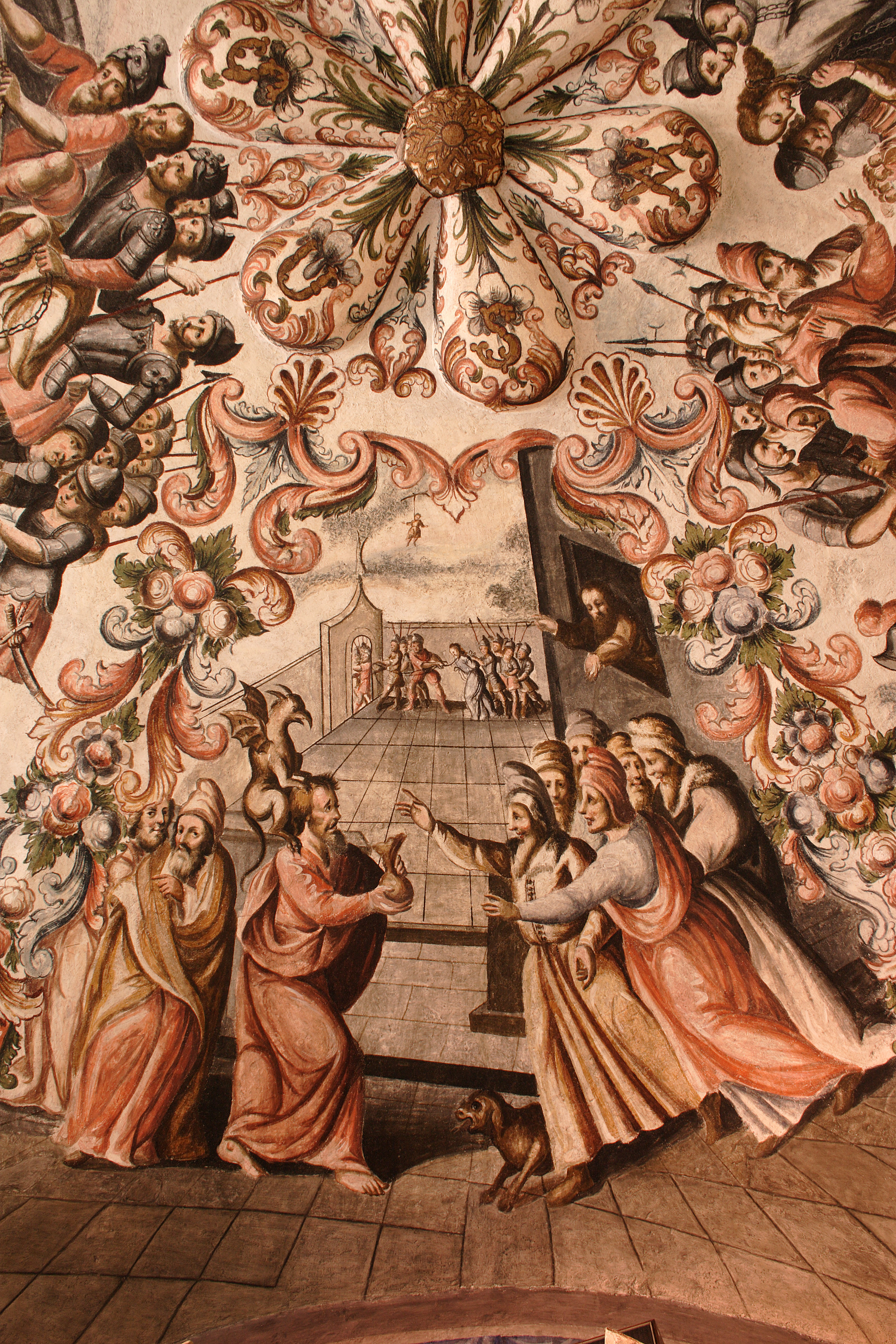
Юда повертає гроші первосвященикам. Стела в церкві в штаті Ґуанахуато, в Мексиці

Згадка про цю зраду є практично у всіх євангеліях: 
|  | Тоді один із Дванадцятьох, званий Юдою Іскаріотським, подався до первосвящеників, і сказав: Що хочете дати мені, і я вам Його видам? І вони йому виплатили тридцять срібняків. І він відтоді шукав слушного часу, щоб видати Його.(Мт. 26:14—16) |

|  | І коли Він іще говорив, аж ось прийшов Юда, один із Дванадцятьох, а з ним люду багато від первосвящеників і старших народу з мечами та киями. А зрадник Його дав був знака їм, кажучи: Кого поцілую, то Він, беріть Його. І зараз Він підійшов до Ісуса й сказав: Радій, Учителю! І поцілував Його.(Мт. 26:47—49) |

Подібний текст ми читаємо у Євангеліях від Марка (Мк. 14:43—46), від Луки (Лк. 22:47—48), та Івана (Ів. 18:3—9), але тільки у Євангелії від Матвія написано, що Юда покаявся у своїй зраді і повернувши первосвященикам гроші повісився — (Мт. 27:3—5).

Первосвященики після того, як Юда повернув срібні монети сказали: 
|  | Цього не годиться до покласти до сховку церковного, - це ж бо заплата за кров. Мт. 27:6 |

За ті гроші було куплене «гончарське поле», для «поховання мандрівників». Саме тому поле почало називатись «полем крові» - Акелдама.

## Здійснення пророцтва Єремії (Захарії)
У Євангелії від Матвія написано, що купівля гончарного поля — це пророцтво із Книги пророка Єремії, одного із чотирьох великих старозавітніх пророків. 
|  | Тоді справдилось те, що сказав був пророк Єремія, промовляючи: І взяли вони тридцять срібняків, заплату Оціненого, що Його оцінили сини Ізраїлеві, і дали їх за поле ганчарське, як Господь наказав був мені. (Мт. 27:9—10) |

Та насправді мається на увазі цитата із Книги пророка Захарії (Зах. 11:12-13): 
|  | І сказав Я до них: Якщо добре це в ваших очах, дайте платню Мою, а як ні, перестаньте! І вони Мою платню відважили тридцять срібняків. І промовив до мене Господь: Кинь її ганчареві, ту славну ціну, що вони оцінили Мене! І Я взяв оті тридцять срібняків, і те кинув до дому Господнього, до ганчаря. |

Вірогідною причиною різночитання є те, що  книга Єремії за часів євангеліста Матвія була першою серед книг пророків, в тому числі й книги Захарії мабуть узагальнено пророчі книги називались «книгою Єремії».

## Вартість 30 срібних монет

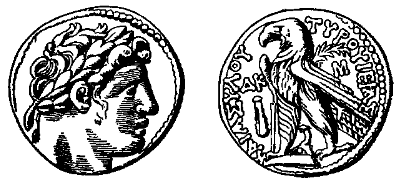
Тирські статери

Зазвичай 30 срібняків ототожнюють з тирськими статерами чи, як їх ще називали, сиклями (один срібний сикль дорівнював 4 денаріям чи 1 давньогрецькій тетрадрахмі (1 тетрадрахма дорівнювала 4 драхмам)).
30 срібних сиклів (шеклів) у юдеїв — символічна ціна раба. Найманий робітник або римський солдат — легіонер за день заробляв 1 денарій. Платити менше вважалося несправедливим. Тому 30 сиклів, або 120 денаріїв — мінімальний заробіток римського солдата за чотири місяці. За денарій, як кажуть довідники, можна було купити невелику вівцю або 12 великих буханок хліба.

## 30 срібняків в культурі
Дана фраза — «30 срібляків (срібняків)» стала крилатою, біблеїзмом, і означає ціну зради.

### Кінематограф
- У фільмі «Бібліотекар: Прокляття чаші Юди» існує темний аналог Святого Грааля — «Чаша Юди», відлита з 30 срібняків Юди. Чаша Юди є священною реліквією та джерелом сили вампірів.

## Цікаві факти
- В одному з видавництв «New American Standard Bible» — «Open Bible» динарій прирівнювався до 32 у.о. Таким чином 30 срібляків це 3840 у.о.[2] За іншими підрахунками це вартість 1200-3000 у.о.[3]